# Copa FMF 2017
In 2017 werd de dertiende editie van de Copa FMF gespeeld voor voetbalclubs uit de Braziliaanse staat Mato Grosso. De competitie werd georganiseerd door de FMF en werd gespeeld van 16 september tot 25 november. União werd de winnaar en plaatste zich zo voor de Copa do Brasil 2018.

## Eerste fase
| Plaats | Clu        | Wed. | W | G | V | Saldo | Ptn. |
| ------ | ---------- | ---- | - | - | - | ----- | ---- |
| 1.     | Dom Bosco  | 6    | 5 | 1 | 0 | 10:5  | 16   |
| 2.     | Cuiabá     | 6    | 2 | 2 | 2 | 7:6   | 8    |
| 3.     | Sinop      | 6    | 2 | 2 | 2 | 6:6   | 8    |
| 4.     | União      | 6    | 2 | 1 | 3 | 6:7   | 7    |
| 5.     | Mixto      | 6    | 2 | 1 | 3 | 7:10  | 7    |
| 6.     | Cacerense  | 6    | 1 | 3 | 2 | 4:4   | 6    |
| 7.     | Luverdense | 6    | 1 | 2 | 3 | 8:10  | 5    |

|  | Geplaatst voor tweede fase |

## Tweede fase
|  | halve finale | halve finale | halve finale | halve finale |  |        | finale | finale | finale | finale |
|  |              |              |              |              |  |        |        |        |        |        |
|  |              |              |              |              |  |        |        |        |        |        |
|  | União        | 1            | 0            | 1 (6)        |  |        |        |        |        |        |
|  | Dom Bosco    | 0            | 1            | 1 (5)        |  |        |        |        |        |        |
|  |              |              |              |              |  | União  | 1      | 0      | 1 (2)  |        |
|  |              |              |              |              |  | Cuiabá | 1      | 0      | 1 (0)  |        |
|  | Cuiabá       | 0            | 3            | 3            |  |        |        |        |        |        |
|  | Sinop        | 0            | 1            | 1            |  |        |        |        |        |        |

## Kampioen
| Copa Federação Mato Grossense de Futebol de 2017 |
| Mato Grosso                                      |
| ------------------------------------------------ |
| UNIÃO Kampioen (1° titel)                        |